# Magus of the Library
Magus of the Library (japanisch 圕の大魔術師 Toshokan no Daimajutsushi) ist eine Manga-Serie von Mitsu Izumi. Sie erscheint in Japan seit 2017 und wurde seitdem in mehrere Sprachen übersetzt, darunter auch ins Deutsche. 

## Handlung
Der sechsjährige Shio Fumis hat eine große Leidenschaft: Bücher. Doch weil er aus dem Armenviertel stammt, wird ihm der Zutritt zur öffentlichen Bücherei in seinem Dorf verwehrt. Auch der Schulbesuch ist für ihn eine Belastung. Als Mischlingskind wird er wegen seines fremdartigen Aussehens von seinen Mitschülern gehänselt. Eines Tages soll eine Begegnung Shios Leben verändern. Das Dorf erhält Besuch von vier Kahunas, magiebegabte Bibliothekaren aus Ajtzak, der Stadt der Bücher. Kahunas kümmern sich um Bewahrung und Instandhaltung wertvoller Bücher. Sie unterstützen und inspizieren aber auch regionale Bibliotheken.
Shio ist fasziniert von den Neuankömmlingen, insbesondere von dem noch jungen Bibliothekar Sedna, mit dem er sich anfreundet und von dem er sich ein Buch ausleiht. Inspiriert von den Fremden, beschließt Shio, selbst später ein Kahuna zu werden. Jahrelang lernt und spart er auf die große Aufnahmeprüfung für zukünftige Bibliothekare hin. Und tatsächlich gelingt es ihm, einen der begehrten Plätze als Lehrling an der Großen Bibliothek von Ajzak zu erlangen. 
Doch in der Stadt der Bücher ist längst nicht alles wie erhofft. Als Mischling fällt er auch dort auf und erweckt bei manchen Leuten erneut rassistische Missgunst. Hinzu kommt, dass Shios körperliche und magische Fähigkeiten zwar den Durchschnitt weit übertreffen, nicht aber seine Kenntnisse in der Theorie, mit denen er die schriftliche Prüfung nur eben so bestehen konnte. Zwischen seinen Mitschülerinnen und Mitschülern, die zumeist auf Vorbereitungsschulen oder von Privatlehrkräften unterrichtet wurden und fast alle über besondere Begabungen verfügen, tut er sich schwer.
Voller Ehrgeiz stellt sich Shio den Herausforderungen seiner einjährigen Lehrzeit. Und schließlich trifft er auch Sedna wieder, der inzwischen zum Leiter der Schutzkammer der Bibliothek aufgestiegen ist.

## Charaktere
Shio Fumis
Shio ist ein kleiner Junge, der Bücher über alles liebt. Er wächst in ärmlichen Verhältnissen in einem abgelegenen Dorf auf, wo es nur wenige Bildungsmöglichkeiten gibt. Als Mischlingskind mit dem Blut der lange verfeindeten Rassen Huron und Hopi hat er es nicht leicht. Inspiriert von Sedna beschließt er, ein Kahuna, ein Bibliothekar, zu werden. Darauf arbeitet er viele Jahre mit großen Ehrgeiz hin, bis es ihm gelingt, nach seinem Schulabschluss als Lehrling an der Großen Bibliothek von Ajzak aufgenommen zu werden.
Shios Element ist das Wasser, das seine Körperkraft verstärkt und ihm die Kraft gibt, kleinere Wunden zu heilen. Er vermügt außerdem über eine gewaltige Menge an Mana, magischer Energie. Er schließt als einer der drei Besten seine Ausbildung an der Bibliothek ab und entscheidet sich, der Kammer für Öffentlichkeitsarbeit beizutreten. 
Sedna Blu
Der anfangs 19-jährige Windmagier Sedna gilt als herausragendes Talent in der Schutzkammer der Zentralbibliothek. Als Kahuna ist es seine Aufgabe, andere Bibliothekare bei ihrer Arbeit zu unterstützen und zu beschützen. Bei einer Reise lernt er den kleinen Shio kennen und knüpft freundschaftliche Bande zu ihm. Als Zeichen seiner großen Erwartungen in den Jungen überlässt er diesem ein besonderes Buch als "Dauerleihgabe", bis sie sich wiedersehen mögen. Später steigt Sedna zum Leiter der Schutzkammer auf. Mit noch nicht 30 Jahren ist er einer der jüngsten Bibliotheksweisen in der Geschichte der Bibliothek.
Aya Gunjo
Aya ist eine Mitschülerin von Shio und den anderen. Die ehrgeizige Lakota ist Klassenbeste und stets bestrebt, sich makellos und perfekt zu verhalten. Dahinter verbirgt sie jedoch ihre eigene Unsicherheit und vor allem ihr schlechtes Orientierungsvermögen. Anfangs steht sie in Konkurrenz zu Shio, der sie im Sport und mancher praktischen übung übertrifft, weil sie den ersten Platz in keiner Disziplin abgeben möchte. Als sie erfährt, aus welch einfachen Verhältnissen Shio stammt und welche Mühen er auf sich genommen hat, um in der Bibliothek aufgenommen zu werden, ändert sie ihre Meinung und die beiden werden Freunde. Trotz ihres schlechten Orientierungssinns ist es ihr großes Ziel, später in der Auskunftskammer der Bibliothek zu arbeiten. Mit der Zeit entwickelt sich ihre Beziehung zu Shio von wertschätzende Freundschaft hin zu tiefer gehenden Gefühlen.
Alf
Shios und Sumomos Zimmergenosse. Obwohl gleich alt, ist er deutlich kleiner als die anderen, eine Tatsache, die ihm immer wieder zu schaffen macht. Er ist zwar einer der Besten seines Jahrgangs und sehr clever, wird aber wegen seiner körperlichen Schwäche häufig unterschätzt. Alf besuchte ursprünglich die Zaubererakademie, musste diese jedoch abbrechen, da er zwar über den Intellekt, aber nicht ausreichend magische Energie verfügte. Noch geprägt von dem Konkurrenzkampf an der Akademie, hält er seine Kameraden in der Bibliothek auf Distanz. Sein Wunsch ist es, nach der Lehrzeit der Schutzkammer der Bibliothek beizutreten, in der einige Absolventen der Zaubererakademie arbeiten. Da er als Zweitbester seines Jahrgangs die Prüfungen ablegt, erwirbt er sich damit das Recht, der Kammer seiner Wahl beizutreten.
Sumomo
Der großgewachsene Sumomo, Sohn einer Kahuna, komplettiert das Dreierzimmer der einzigen Jungen im Ausbildungsjahrgang. Neben seiner Mutter arbeiten zwei seiner Schwester in der Bibliothek, weswegen auch er selbst schon früh Kahuna werden wollte. Da Kahuna hauptsächlich ein Frauenberuf ist, war er schon in der Vorbereitungsschule fast ausschließlich von Frauen umgeben. Da auch seine Familie voller dominanten Frauen ist, hat er über die Jahre ein schwieriges Verhältnis zum anderen Geschlecht entwickelt., das irgendwo zwischen distanziertem Respekt und Furcht pendelt. Nach seiner Ausbildung wird er der Schatzkammer der Bibliothek zugeteilt.
Ohgar
Auch Ohgar ist eine Mitschülerin bei der Kahuna-Ausbildung. Sie und Shio lernen sich bei der Kahuna-Prüfung kennen und werden sofort Freunde, nicht zuletzt, weil sich ihre Lebenswege ähnlen. Auch Ohgar ist ein Huron-Halbblut, auch wenn sie sowohl optisch wie innerlich sich ganz dem Volk der Creek zugehörig fühlt. Dort wurde sie aber als Kind meistens ausgeschlossen und gehänselt, weswegen sie die Bibliothekars-Laufbahn einschlug, um in einer multikulturellen Stadt wie Azjak arbeiten zu können. Ohgar besitzt ein sonniges Gemüt, eine ausgezeicnete Menschenkenntnis und ein feines Gespür für Gefahren im Verzug. 

## Die Bibliothek von Ajzak
Die Große Bibliothek gliedert sich in zwölf Kammern, die unterschiedliche Aufgaben wahrnehmen. Jede Kammer wird von einer oder einem Kahuna mit langjähriger Erfahrung oder großen Verdiensten geleitet. Gemeinsam bilden diese Zwölf den Rat der Bibliothek. Darüber hinaus gibt es die Große Maga, die Repräsentantin der Bibliothek.

### Kammern der Bibliothek
| Name der Kammer                       | Zuständigkeit | Leitung   |
| ------------------------------------- | --- | --------- |
| Auskunftskammer                       | Auskunft, Betreuung von Gästen |           |
| Schutzkammer                          | Krieger und Zauberer zum Schutz der Bibliothek sowie ihrer Mitarbeiter und Bücher                                                                                              | Sedna Blu |
| Kammer für Öffentlichkeitsarbeit      | Verhandlungen mit Einrichtungen und Privatpersonen zur Überlassung von Schriftstücken an die Bibliothek, aber auch diplomatische Beziehungen zu den verschiedenen Volksgruppen |           |
| Rechtskammer                          | Einschätzung und Prüfung sowie ggf. Ergänzung/Änderung des Bibliotheksgesetzes                                                                                                 |           |
| Schatzkammer                          | Finanzangelegenheiten |           |
| Restaurationskammer                   | Reparatur beschädigter Bücher, Bindung und Covergestaltung neuer Bücher sowie Abschriften                                                                                      |           |
| Einrichtungskammer                    | vor allem Hausmeistertätigkeiten, aber auch Raumgestaltung |           |
| Katalogkammer                         | Kontrolle des Bibliotheksbestands, Sortierung |           |
| Bibliothekskammer                     | Ausbildung der Lehrlinge |           |
| Kinderkammer                          | Kinderabteilung und Aktionen für Kinder, beispielsweise Lesungen |           |
| Kammer für allgemeine Angelegenheiten | Verwaltungszentrale der Großen Bibliothek; die Leitung dieser Kammer ist der/die Sprecher/in der Bibliotheksweisen und somit deren Primus inter pares                          |           |
| Beschaffungskammer                    | Neuerwerb und Aufnahme neuen Schriftguts sowie dessen Bekanntmachung |           |

### Große Maga
Die Große Maga repräsentiert die Bibliothek nach innen und außen. Ihr Amt ist zwar hauptsächlich symbolischer Natur, aber gleichsam mit hohem Ansehen verbunden, das es ihr erlaubt, Maßstäbe zu setzen und Empfehlen auszusprechen. 

## Veröffentlichung
Die Serie erschien erstmals im November 2017 im Magazin Good! Afternoon des Kōdansha-Verlags und wird seit dem darauf folgenden Jahr auch in Einzelbänden veröffentlicht. Bisher erschienen neun Bände (Stand Juni 2025). Pro Jahr wird in Japan und Deutschland nur noch etwa ein neuer Band publiziert. In Deutschland erscheint die Serie seit 2019 bei Carlsen Manga in bisher acht Bänden (Stand: April 2025); die Übersetzung stammt von Sakura Ilgert. Eine französische Fassung erscheint bei Éditions Ki-oon, eine italienische bei Planet Manga und eine polnische bei Studio JG. Der amerikanische Ableger von Kodansha publiziert den Manga auf Englisch.
| Nr. | Veröffentlichung Japanisch | Veröffentlichung Deutsch |
| --- | -------------------------- | ------------------------ |
| 1   | April 2018                 | Oktober 2019             |
| 2   | November 2018              | Februar 2020             |
| 3   | August 2019                | September 2020           |
| 4   | Juni 2020                  | März 2021                |
| 5   | Juni 2021                  | Juli 2022                |
| 6   | Juni 2022                  | Juli 2023                |
| 7   | Juni 2023                  | August 2024              |
| 8   | Juni 2024                  | April 2025               |
| 9   | Juni 2025                  |                          |